# Kaftārū
Kaftārū (persiska: کفتارو) är en ort i Iran.   Den ligger i provinsen Bushehr, i den centrala delen av landet, 700 km söder om huvudstaden Teheran. Kaftārū ligger 958 meter över havet och antalet invånare är 188.
Terrängen runt Kaftārū är huvudsakligen kuperad, men västerut är den platt. Runt Kaftārū är det ganska glesbefolkat, med 43 invånare per kvadratkilometer. Närmaste större samhälle är Tang-e Eram, 14,5 km väster om Kaftārū. Omgivningarna runt Kaftārū är i huvudsak ett öppet busklandskap.